# Saint-Lyé-la-Forêt
Saint-Lyé-la-Forêt é uma comuna francesa na região administrativa do Centro, no departamento Loiret. Estende-se por uma área de 27,06 km². Em 2010 a comuna tinha 1 204 habitantes (densidade: 44,5 hab./km²).